# Schlacht bei Königgrätz (Gemälde)
Schlacht bei Königgrätz ist ein Gemälde des Malers Emil Hünten, das heute im Deutschen Historischen Museum in Berlin hängt.

## Hintergrund
Die Schlacht bei Königgrätz stellt eines der wichtigsten Ereignisse des späten 19. Jahrhunderts dar. Der Deutsche Krieg (Juni bis August 1866) zwischen Preußen, seinen norddeutschen Verbündeten und Italien einerseits und Österreich und seinen süddeutschen Verbündeten andererseits stellt den zweiten der drei Deutschen Einigungskriege sowie den letzten der drei Italienischen Unabhängigkeitskriege dar. Die militärische Entscheidung zugunsten der preußischen Seite wurde in der Entscheidungsschlacht bei Königgrätz am 3. Juli 1866 erzwungen.
Emil Hünten hatte zahlreiche Gemälde aus der Zeit des Siebenjährigen Krieges gemalt, diese Schaffensphase schloss mit dem Gemälde Schlacht bei Krefeld ab, fortan wandte er sich zeitgenössischen Themen zu. Den Krieg von 1866 erlebte er als Landwehroffizier bei der Mainarmee und als Maler im Feld. Der Kaiser gab im selben Jahr bei Emil Hünten das Bild „Schlacht bei Königgrätz“ in Auftrag und schenkte es der Ruhmeshalle des Berliner Zeughauses. Mit dem Gemälde feierte Preußen den Sieg um die Vorherrschaft in Deutschland.

## Das Gemälde
Trotz oder wegen der Bedeutung der Schlacht zeigt das Bild keine Kampfszene, sondern wie König Wilhelm I. seinem Sohn (dem späteren Kaiser Friedrich III.) den Orden Pour le mérite auf dem Schlachtfeld von Königgrätz überreicht. Der Generalstabschef Helmuth Moltke ist am linken Bildrand zu erkennen, weiterhin Soldaten der 2. preußischen Armee (Kronprinzenarmee).
1930 wurde das Gemälde aufwendig restauriert, die Malschicht hatte sich an vielen Stellen von der Leinwand gelöst. Anders als andere vergleichbare Bilder von Hünten hat es den Zweiten Weltkrieg unbeschadet überstanden. Das Berliner Zeughaus hat seine Bedeutung als Ruhmeshalle Preußens eingebüßt, so dass das Bild als Teil der Sammlung des deutschen Historischen Museums in neuem Kontext steht.

## Bedeutung
Das Bild wurde schon zu seiner Entstehungszeit reproduziert und fand durch zahlreiche Stiche, Drucke und Postkarten Verbreitung. Bis in die Gegenwart findet es sich in geschichtswissenschaftlichen Publikationen und Schulbüchern.